# 全久院 (豊橋市)
全久院（ぜんきゅういん）は、愛知県豊橋市にある曹洞宗の寺院である。

## 概要
山号は仙壽山（仙寿山）。戸田全久入道（宗光）や戸田（松平）康長の正室松姫（徳川家康の異父妹）（共に信州松本神社の祭神）の菩提寺でもある。本尊は釈迦如来坐像。

## 歴史
室町時代の僧・克補契嶷（こくほかいぎょく）によって大洞山泉龍院の末寺として開創された。
元来、戸田氏中興の祖と呼ばれる戸田全久入道（宗光）を供養して居る寺院であった。
戸田氏（二連木系嫡流は戸田松平家）とは、尾張国海部郡戸田荘（現在の同県名古屋市中川区戸田）を本拠とした清和源氏の系統とされる。ただし、戸田全久の父は、伝承によると正親町三条家からの養子と言われる戸田綱光である。
寛正6年（1465年）、「額田郡牢人一揆」に悩まされていた三河国の守護大名・細川成之からの請願を容れた室町幕府第8代征夷大将軍足利義政の命により政所執事・伊勢貞親の被官であった戸田宗光（後の全久入道）や宗光の義父・松平信光が鎮定に動いた。
額田郡での乱を収束させた後、戸田全久入道は西三河から尾張国知多郡にかけて勢力を持ち始めると、応仁の乱｛応仁元年（1467年）－文明9年（1477年）｝の末期には東三河へ進出。文明7年（1475年）、三河湾を渡って渥美郡大津村（現在の愛知県豊橋市老津町字西高縄）の大津城（高縄城）へ入城。渥美郡代・一色政照の養子分となって、渥美郡支配の大義名分を得ると田原城（同県田原市田原町巴江）や二連木城（同県豊橋市仁連木町）を次々と築城し、三河国渥美郡（朝倉川南岸から渥美半島）の統一を果たしている。この宗光と敵対したのは今橋城（同県同市今橋町）を築いた牧野古白入道の牧野氏であった。
永正5年6月19日（1508年7月16日）に鬼籍に入った戸田全久の為に、同11年（1514年）には嫡男戸田憲光が菩提寺を建立。当時、東三河では高僧として知られた克補契嶷（こくほけいぎ。こくほかいぎょく とも）禅師へ開山を拝請し、二連木城の西側に建てられたのが、この全久院である。
憲光の孫戸田康光は牛久保城（豊川市牛久保町）へ移り、光国舜玉禅師（克補契嶷の法嗣）による開山で天文15年（1546年）牛久保へも全久院を建立、こちらを墳墓地とした。
また、最後の二連木城主で後に信濃国松本藩（長野県松本市）主となった戸田（松平）康長の正室松姫（徳川家康生母於大の方の再嫁先（久松氏）の娘）もこの全久院で埋葬されたと伝わる。
天正18年（1590年）、神君関八州移封と時に、三河を去る戸田家は荒廃していた牛久保全久院を現在地（豊橋市東郷町）に移転した。
明治4年（1871年）戸田宗家の戸田（松平）光則が神道を重んじて松本城下の全久院を破却したため、什宝や古文書が豊橋の全久院へ引き継がれた。
昭和の太平洋戦争では、豊橋空襲によって山門などが焼失した。また、昭和時代には双葉保育園（創立時は幼稚園）を有していた。
現在は、一般人の檀家を有する寺院である。

## 文化財
重要文化財
- 正法眼蔵 山水経第二十九、十方第四十五 - 宗祖道元筆の「山水経」と二祖懐奘筆の「十方」（共に正法眼蔵の一部）が残る。
- 寶慶記（ほうきょうき） - 曹洞宗第二祖懐奘の真筆本。いわゆる全久院本である。書名の由来は中国南宋の元号宝慶である。
- 羅漢供養式稿本残巻（らかんくようしきこうほんざんかん） - 道元筆

## 展覧会
- 佐藤司没後二十年展 - 彫刻家の佐藤司（1948年 - 1988年）の作品を展示。2008年9月5日から9月15日まで。

## アクセス
- 豊橋鉄道東田本線（市内線）東田停留場（安全地帯がないので注意）あるいは東田坂上停留場下車。

## 所在地
- 愛知県豊橋市東郷町117番地（東田町字東郷とも）

## 関連施設
- 全久院 - 全国に同名の寺院が在る。長野県松本市の信州全久院（開智学校に使われた）は戸田全久の末裔の戸田松平家の菩提寺である。
- 豊橋市立東田小学校 - 江戸時代に全久院の寺子屋であったものが明治5年（1872年）に開校。
- 長興寺 (田原市) - 同じく戸田氏の菩提寺。山号は雲龍山。宗旨は曹洞宗。
- 龍拈寺 - 好敵手の牧野家（同県豊川市牧野町から発する）の菩提寺。山号は吉田山。吉田（豊橋）三ヶ寺の一つ。宗旨は同じ曹洞宗。
- 泉龍院 (新城市) - 当院の本寺。山号は大洞山。宗旨は曹洞宗。
- 医王寺 (新城市) - 同じく克補契嶷による開山の寺院。山号は長篠山。宗旨は同じ曹洞宗。
- 東海四十九薬師霊場